# Paul Verne
Pour les articles homonymes, voir Verne.
Pierre Paul Verne, né le 25 juin 1829 à Nantes et mort le 27 août 1897 à Paris, est un écrivain et un marin français. Il était le frère cadet de Jules Verne, son aîné de 17 mois.

## Biographie
Il entre dans la marine comme pilotin en 1848 sur Le Lutin qui voyage à La Réunion et à Pondichéry et revient à Nantes à la mi-novembre 1849. 
Il fut son conseiller maritime sur nombre de ses romans et apparaît même dans Une ville flottante, récit romancé du voyage que fit Jules Verne avec son frère à bord du Great-Eastern en 1867, à destination des États-Unis.
Alpiniste, il fait en août 1871 l'ascension du mont Blanc, avec Donatien Levesque, dont il laisse un récit qui sera publié dans le Magasin d'éducation et de récréation les 20 novembre et 5 décembre 1871 avant d'être repris dans L'Union bretonne à Nantes en janvier 1872 puis en 1874 dans le recueil de Jules Verne Le Docteur Ox. En août 1873, il fait aussi l'ascension du Pic d'Aneto ainsi qu'en juillet 1885, celle de La Meije.
Mort le 27 août 1897, sa tombe est au cimetière du Père-Lachaise.

## Œuvres
- 1873 : Esquisses musicales (Valses pour piano)
- 1874 : Quarantième ascension française au mont Blanc
- 1881 : De Rotterdam à Copenhague à bord du yacht à vapeur Saint-Michel[10]
- 1891 : Esquisses musicales